# Pułapka kryminalistyczna
Pułapka kryminalistyczna – metoda wykorzystywana przez organy ścigania w celu niedopuszczenia do popełnienia przestępstwa, uniemożliwienia ucieczki sprawcy, śledzenia go i zatrzymania w dogodnym miejscu, a także oznaczenia i sfotografowania osoby w celach dowodowych. Celem stosowania pułapki jest zapobieganie oraz udowodnienie popełnienia przestępstwa.

## Podział pułapek kryminalistycznych
Wyróżnia się następujące rodzaje pułapek:
- sygnalizujące
- znakujące
  - barwiące
  - bezbarwne
  - znakujące skład chemiczny
  - promieniotwórcze
  - zapachowe
- obezwładniające
- rejestrująco-utrwalające
  - wideopułapki
  - fotopułapki
- kombinowane
- komputerowe